# Исахая Сигэдзанэ
Исахая Сигэдзанэ (яп. 諫早 茂真, 7 февраля 1636 — 6 сентября 1672) — самурай княжества Сага периода Эдо, 4-й глава рода Исахая.

## Биография
Родился 7 февраля 1636 года как третий сын Исахаи Сигэёси, владетеля деревни Исахая. В феврале 1652 года унаследовал главенство семьи. В 1652 году стал укэяку-каро (старший советник, ответственный за налоги).
В марте 1660 года Сигэдзанэ помогал Набэсиме Наотомо в охране Нагасаки. В 1663 году отправился в Киото от имени даймё Набэсимы Мицусигэ для участия в церемонии интронизации императора Рэйгэна.
Исахая Сигэдзанэ умер 6 сентября 1672 года. Был похоронен в семейном храме Тэнъю-дзи в Исахае. Главенство в семье унаследовал его сын Сигэкадо.

## Семья
Был женат на Исэгику (1645—1696), дочери Набэсимы Наохиро, владетеля Сироиси.
Дети от неизвестной матери:
- Исахая Санэтоси, старший сын
- Исахая Юкимура, второй сын
- Исахая Харухидэ, третий сын
- Исахая Сигэкадо, четвёртый сын
- Исахая Сигэмото, пятый сын